# 阿卜杜勒-阿齊茲區域綜合醫院
阿卜杜勒-阿齊茲區域綜合醫院，通稱阿卜杜勒-阿齊茲醫院（印尼語：Rumah Sakit Umum Daerah dr. Abdul Aziz，簡稱RSUD dr. Abdul Aziz）位於印尼西加里曼丹省山口洋市，為直屬於山口洋市政府的公立醫院， 醫療分級上屬於「區域醫院」。

## 外部連結
- 官方网站
- 阿卜杜勒-阿齊茲區域綜合醫院的Instagram帳戶
- 阿卜杜勒-阿齊茲區域綜合醫院的Facebook專頁